# Robert Scott Duncanson
Pour les articles homonymes, voir Duncanson.

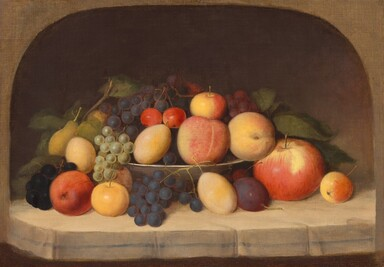
Nature morte aux fruits, vers 1849, huile sur toile,, National Gallery of Art, Washington D.C., États-Unis.

Robert Scott Duncanson, né en 1817 à Fayette dans l'État de New York ou 1821 voire 1823 comme l'atteste son passeport de 1853 et mort le 21 décembre 1872 à Détroit dans le Michigan, est le premier artiste afro-américain à être reconnu de son vivant.
Selon Joseph D. Ketner, conservateur de la galerie d'art de l'université d'État de Washington, il peint dans la tradition de l'école de l'Hudson. Il est souvent inspiré par la littérature romantique anglaise.
C'est un artiste peintre assez peu connu aujourd'hui, tant pour ses portraits que ses paysages beaux et sereins, marqués par les espaces encore sauvages de l'Amérique du Nord.

## Biographie

### Jeunesse et formation
Robert Scott Duncanson est le fils d'un américain d'ascendance écossaise et d'une afro-américaine libre. Son père, voulant lui éviter de subir les rebuffades dues au racisme, l'emmène au Canada, plus tolérant, et où l'esclavage est aboli. Pour des raisons inconnues, ses parents se séparent, sa mère rejoint sa famille à Cincinnati, laissant le jeune Robert aux bons soins de son père. Il grandit à Montréal, suit des études secondaires où il a probablement appris les bases du dessin et de la peinture, éducation à laquelle peu d'Afro-Américains des États-Unis pouvait accéder,
En 1841, Duncanson quitte le Canada pour rejoindre sa mère qui vit dans un cottage du village de Mount Pleasant situé à 20 km  de Cincinnati.

### Carrière
À son retour au domicile de sa mère, Duncanson aurait dit, « je reviens pour être artiste ». Il déménagea à Cincinnati. À cette époque, Cincinnati était connue comme « l'Athènes de l'Occident ». Duncanson possédait le dynamisme et la volonté de devenir artiste, mais il n'avait reçu aucune formation technique. Autodidacte, il apprit en copiant des portraits et des images imprimées. Sa détermination lui permit de voyager dans le monde et de poursuivre une longue carrière, jusqu'à sa mort en 1872.

### Vie personnelle
Duncanson a été marié deux fois et a eu trois enfants, Ruben, Milton, et une fille Berthe.
Il est mort le 21 décembre 1872. Robert Scott Duncanson repose au cimetière arboré de Monroe dans le Michigan.

## Œuvres
- Trial of Shakespeare, 1843 (Douglass Settlement House, Toledo)
- Roses Fancy Still Life, 1843 (National Museum of American Art, Smithsonian Institution, Washington)
- Drunkard's Plight, 1845 (Detroit Institute of Arts)
- At the Foot of the Cross, 1846 (Detroit Institute of Arts)
- Cliff Mine, Lake Superior, 1848 (F. Ward Paine Jr.)
- Mayan Ruins, Yucatan, 1848 (Dayton Art Institute)
- Nature morte, 1849  Los Angeles County Museum of Art)[12]
- The Belmont Murals, 1850–1852 ((Panels) Taft Museum of Art, Cincinnati)[13]
- Nature morte aux fruits, vers 1849, National Gallery of Art, Washington D.C., États-Unis. (voir ci-contre)
- Paysage, 1851, Hunter Museum of American Art (en), Chattanooga, Tennessee[14]
- View of Cincinnati, Ohio From Covington, Kentucky, 1851 (Cincinnati Historical Society)
- The Garden of Eden (after Cole), 1852 (High Museum of Art, Atlanta)
- Dream of Arcadia (after Cole), 1852 (collection privée, New York)
- Uncle Tom and Little Eva, 1853 (Detroit Institute of Arts)
- Italianate Landscape, 1855 (California African American Museum, Los Angeles)
- The Rainbow, 1859 (National Museum of American Art, Smithsonian Institution, Washington)
- Land of Lotus Eaters, 1861 (collection du roi de Suède)
- Minneopa Falls, 1862 (Milwaukee Art Museum, Milwaukee, Wisconsin)[15]
- View of Lake Pepin, Minnesota, 1862 (Cleveland Museum of Art)[16]
- Vale of Kashmir, 1863 (collection privée, Détroit)
- On the Road to Beauport, Near Quebec, 1863 (Musée des beaux-arts de l'Ontario)[17]
- Le Mont Owl's Head, 1864, (Musée des beaux-arts du Canada)[18]
- Le Lac Saint-Charles, 1864  (Musée national des beaux-arts du Québec, Québec (ville))[19]
- Mont-Royal, 1864, dessin  (Musée des beaux-arts du Canada)[20]
- River with Rapids, vers 1864 (Musée des beaux-arts de l'Ontario)[21]
- Chutes canadiennes, 1865 (Musée des beaux-arts du Canada)[22]
- Le Lac Beauport, 1865 (Musée national des beaux-arts du Québec, Québec (ville))[23]
- A Dream of Italy, 1865 , Birmingham Museum of Art, Birmingham)
- Cottate Opposite Pass at Ben Lomond, 1866 (Museum of Art, NCCU, purchase)
- Loch Long, Scotland, 1867 (National Museum of American Art, Smithsonian Institution, Washington)
- Vale of Kashmir, 1867 (Cleveland Museum of Art)[24]
- Dog's Head Scotland, 1870 (musée des beaux-arts de Boston)
- Landscape, 1870 (collection privée, Philadelphie)
- Robbing the Eagle's Nest, 1856, (National Museum of African American History and Culture)

## Galerie

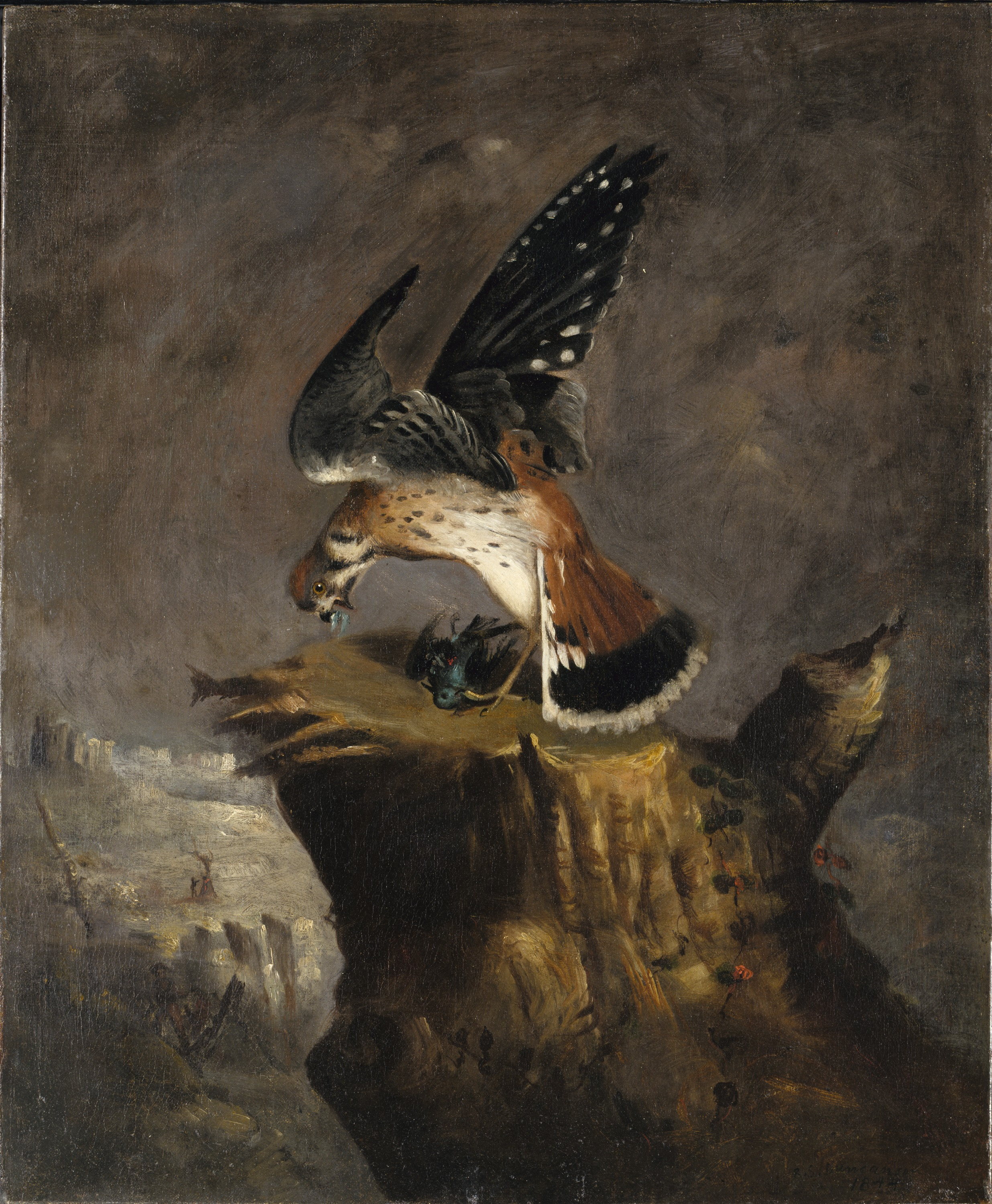
Rapace et sa proie (1844), Smithsonian American Art Museum, Washington
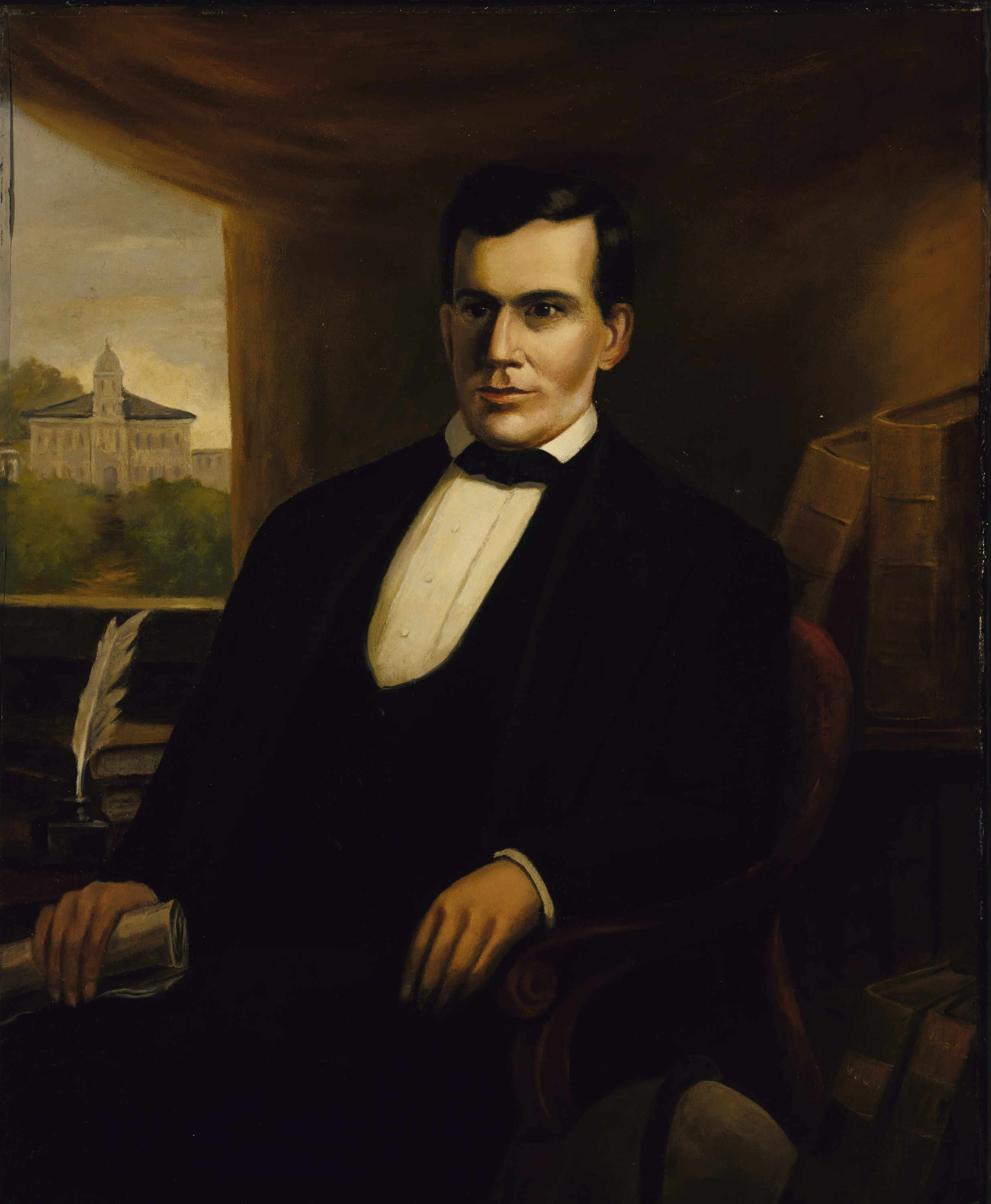
Portrait of Freeman Cary (vers 1856), Smithsonian American Art Museum, Washington
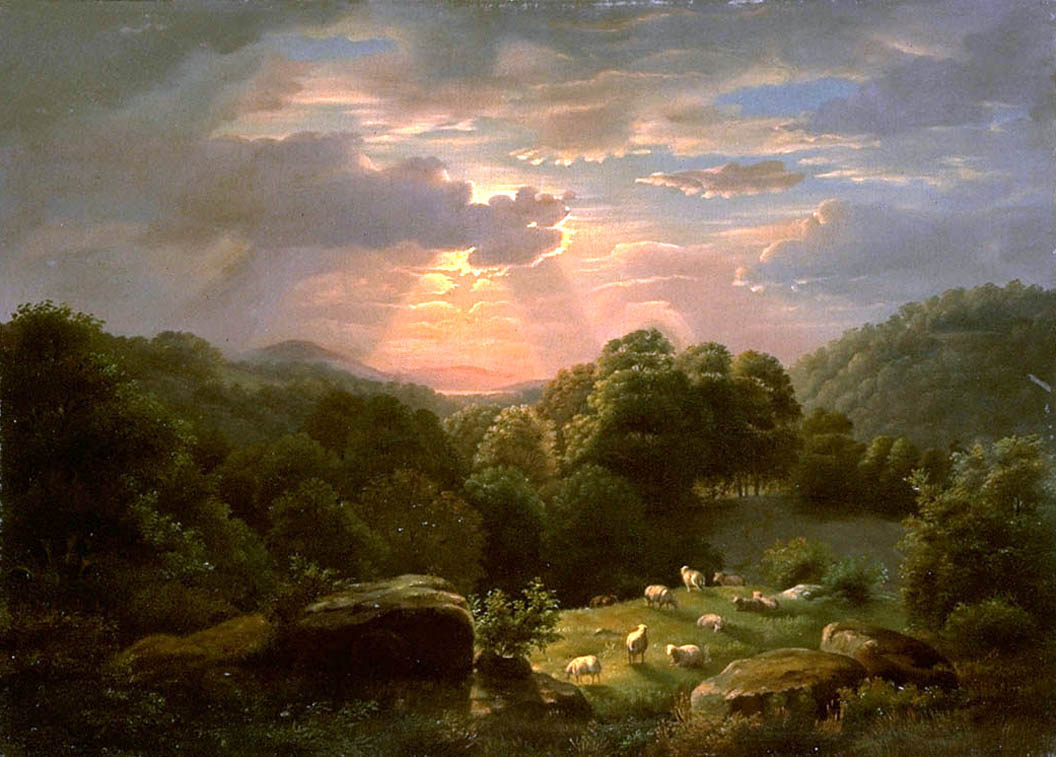
Landscape with Sheep, Smithsonian American Art Museum, Washington
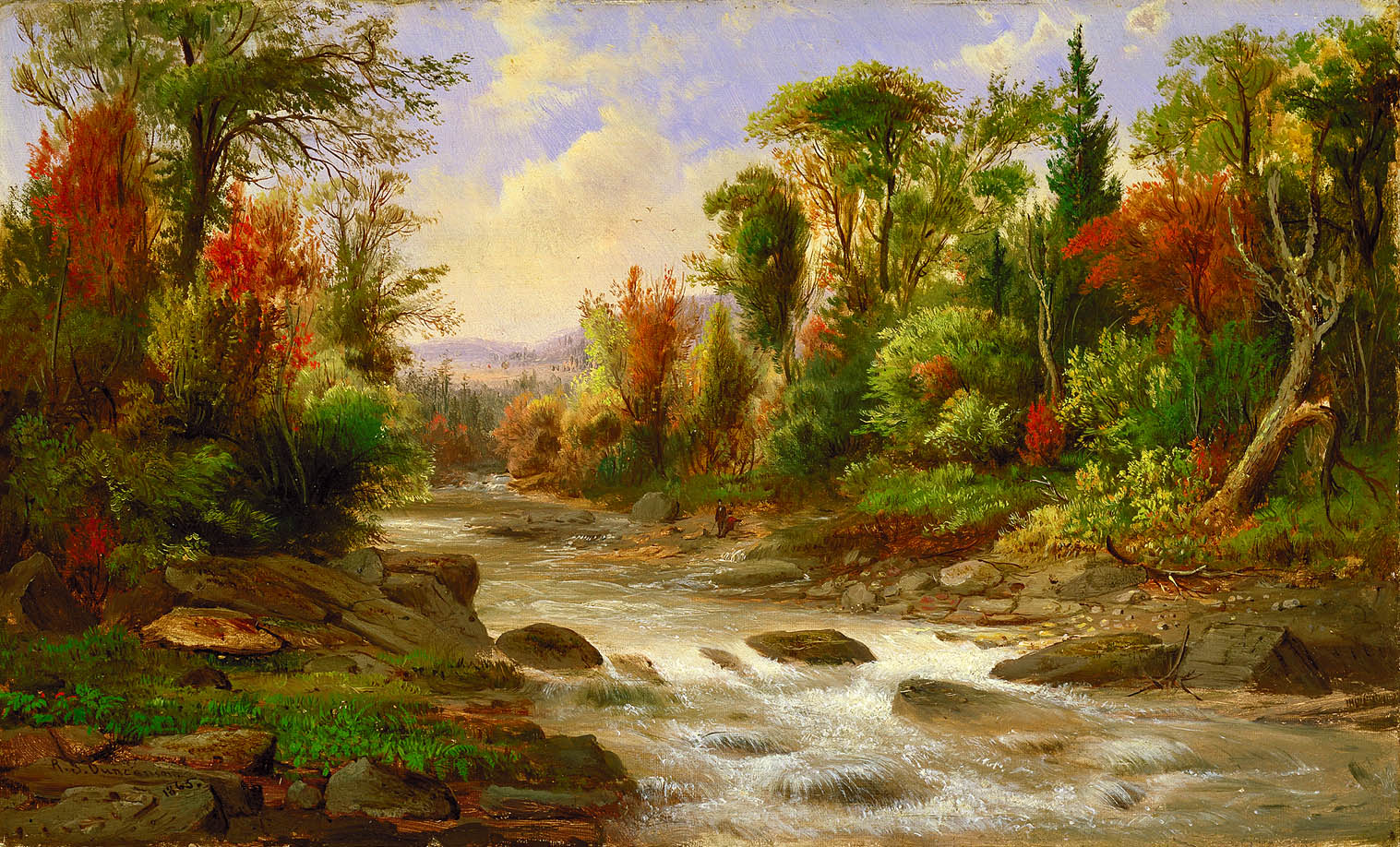
On the St. Annes, East Canada (1863-65), Smithsonian American Art Museum, Washington
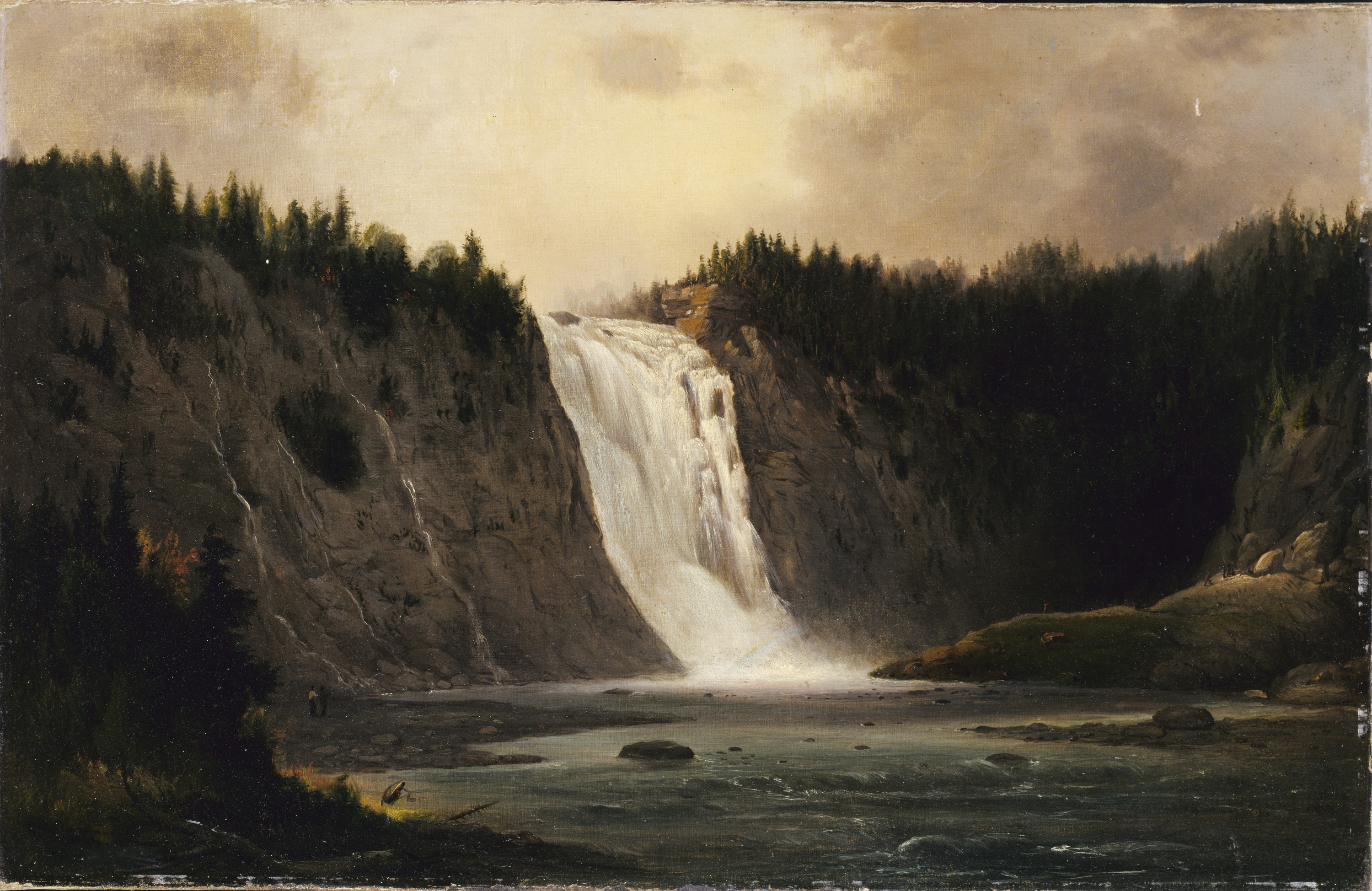
Waterfall on Mont-Morency (1864), Smithsonian American Art Museum, Washington
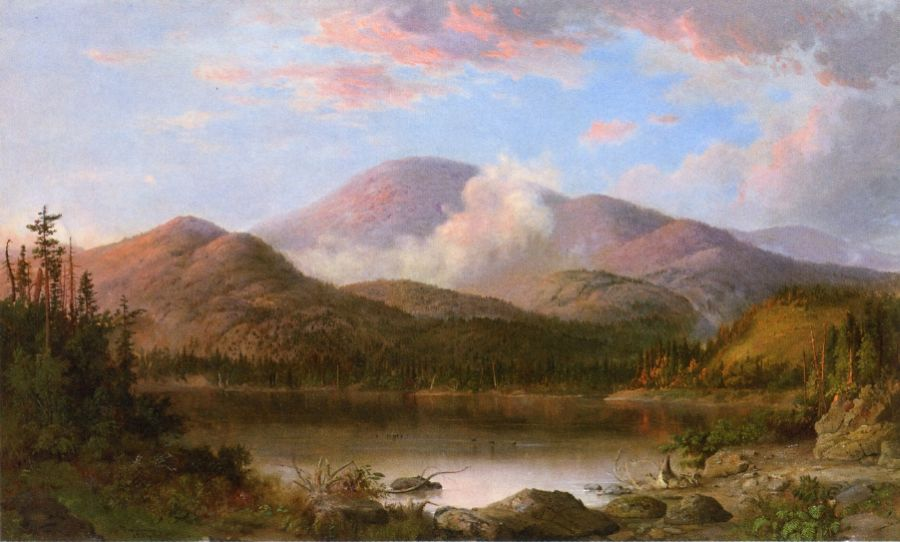
Mount Oxford (1864)
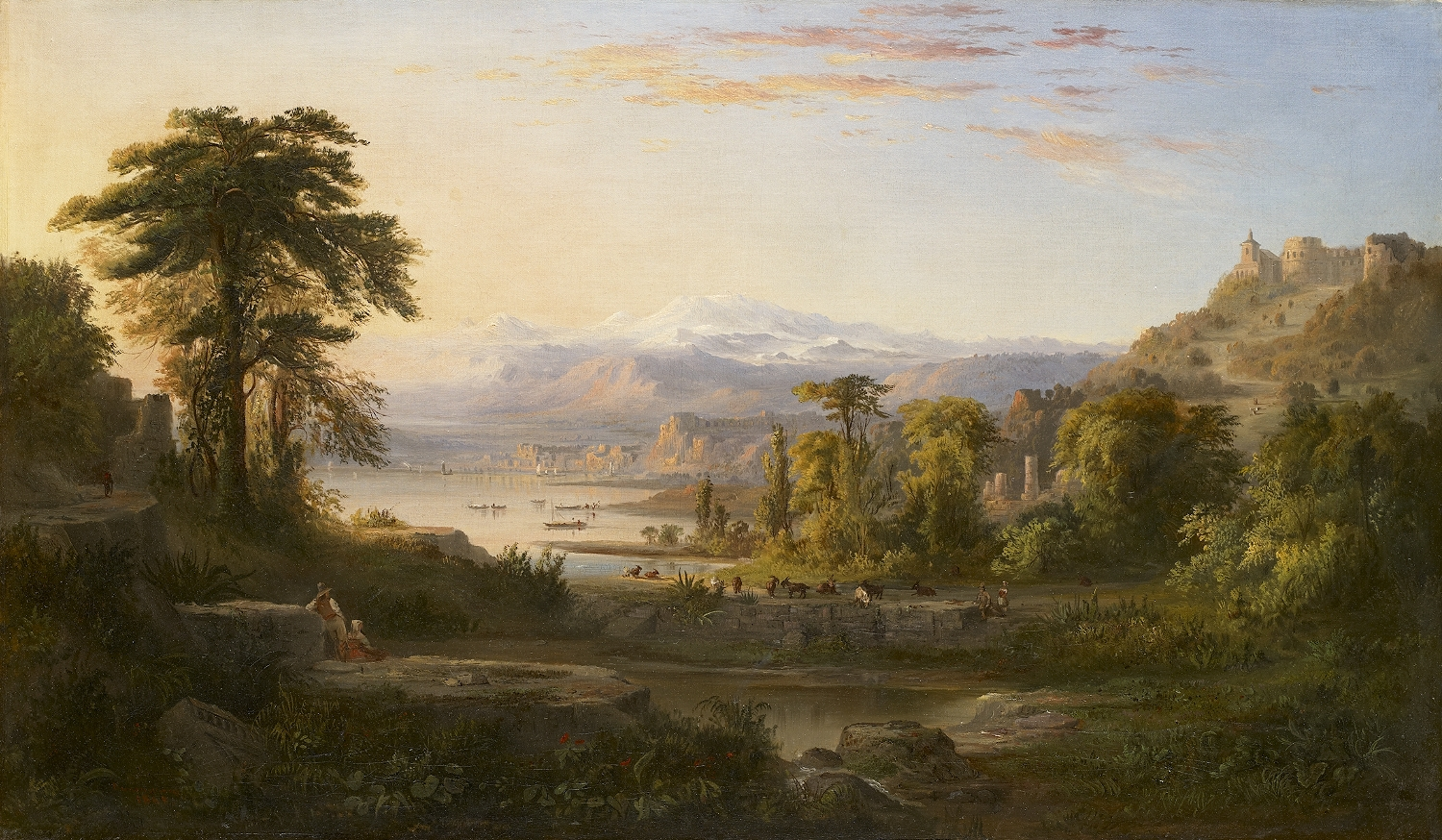
A Dream of Italy (1865), Birmingham Museum of Art, Birmingham (Alabama)
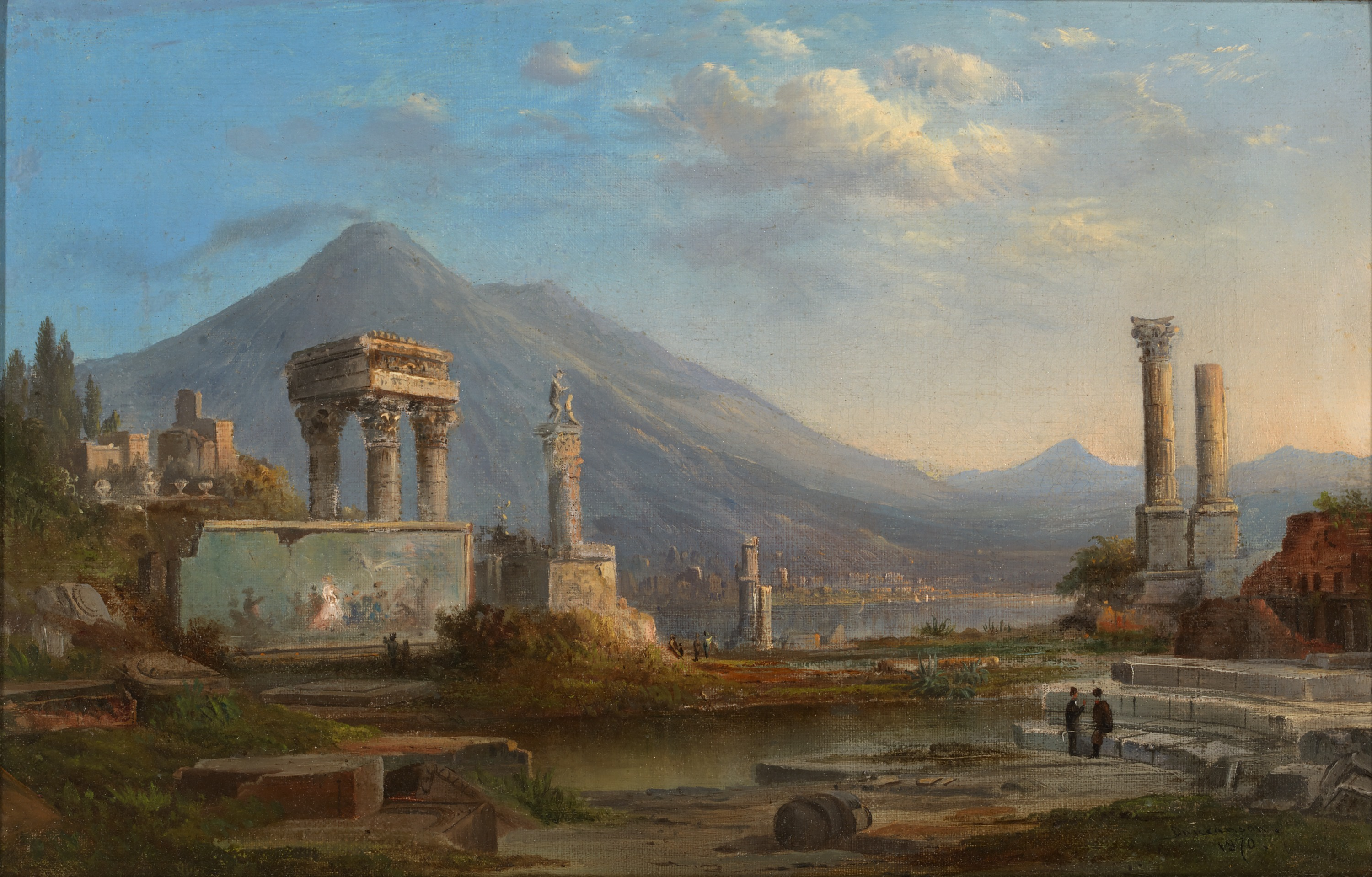
Vesuvius and Pompeii (1870), Smithsonian American Art Museum, Washington
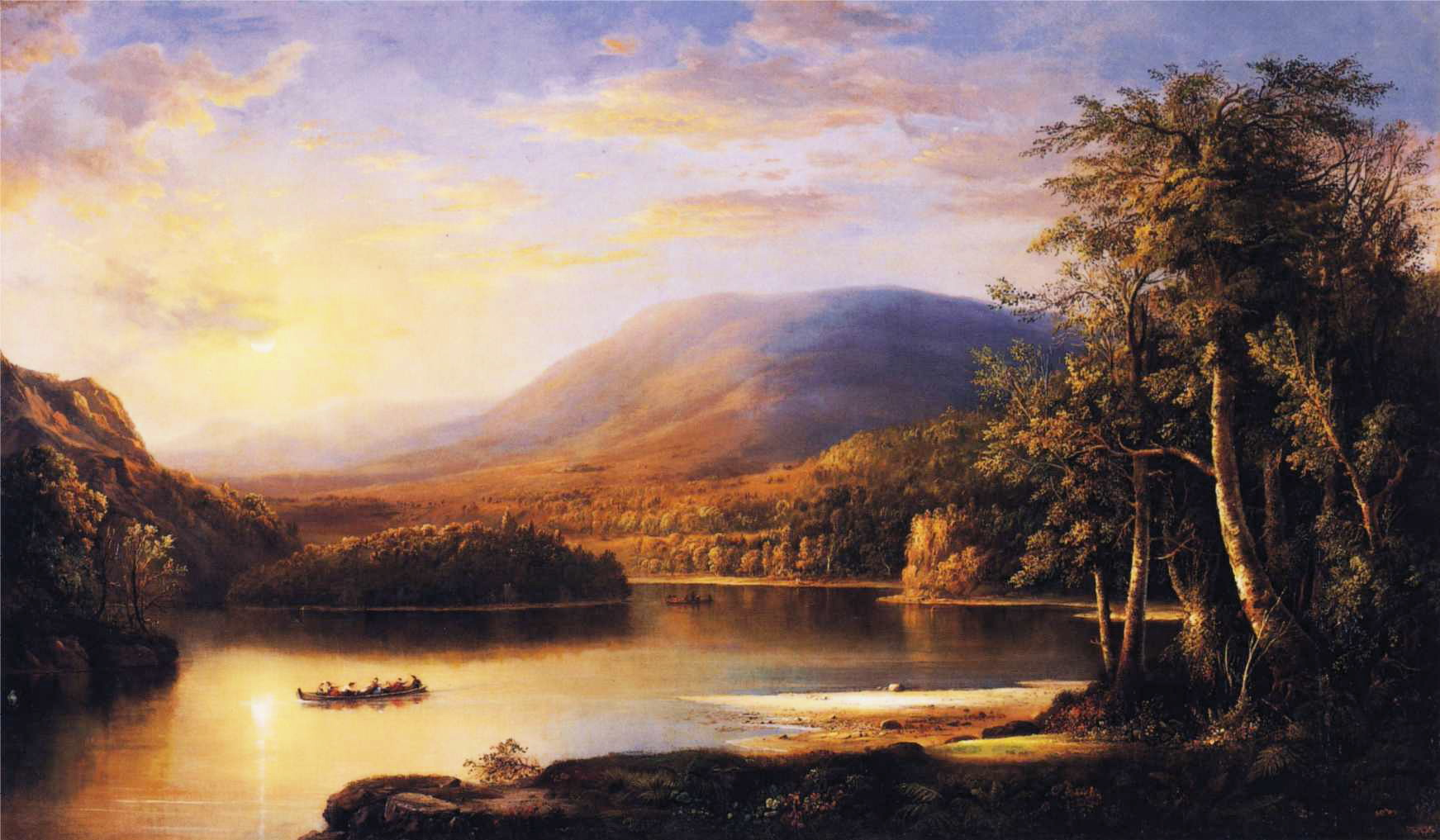
Ellen's Isle, Loch Katrine (1871)
"Blue hole", Petite rivière Miami (affluent de l'Ohio), (1851)

## Expositions
- 1842 : Annual Exhibition of Paintings and Statuary, Western Art Union, Cincinnati
- 1843 : Annual Exhibition of Paintings and Statuary, Western Art union, Cincinnati
- 1864 : Art Association of Montreal, Montréal
- 1865 : Art Association of Montreal, Canada
- 1865 : Dublin Exhibition, Irlande
- 1871 : Western Art Gallery, Détroit
- 1943 : Balmoral Castle, Scotland, Museum of Modern Art, État de New York
- 1953 : Musée d'art de Denver, Denver
- 1955 : Musée d'art de Cincinnati, Cincinnati
- 1961 : Musée d'art d'Indianapolis, Indianapolis
- 1967 : Gallery of Art de l'université Howard, Washington
- 1970 : La Jolla Museum of Contemporary Art, La Jolla
- 1971 : Bowdoin College, Museum of Contemporary Art, Brunswick
- 1972 : Musée d'art de Cincinnati, Cincinnati
- 1972 : Musée des beaux-arts de Boston, Boston
- 1976 : Musée d'art du comté de Los Angeles, Los Angeles
- 1979 : Detroit Institute of Arts, Détroit
- 1983 : National Museum of American Art, Washington
- 1992 : National Museum of American Art, Washington
- 1996 : Université Washington à Saint-Louis, Saint-Louis
- 1999 : To Conserve a Legacy- American Art from History, Black Colleges and Universities, Studio Museum in Harlem, État de New York
- 2003 : Then and Now: Selection of 19-20th Century Art by African American Artists, Detroit Institute of Arts, Détroit
- 2009 : Musée d'art de Cincinnati, Cincinnati

#### Notices dans des encyclopédies et manuels de référence
- (en-US) Elsa Honig Fine, The Afro-American artist : a search for identity, Hacker Art Books, 28 décembre 1981, 313 p. (ISBN 9780878172870, lire en ligne), p. 48-53,
- (en-US) Romare Bearden & Harry Henderson, A History of African-American Artists: From 1792 to the Present, Pantheon Books, 26 octobre 1993, 541 p. (ISBN 9780394997193, lire en ligne), p. 19-39,
- (en-US) Barbara Sullivan & Crystal Britton, African-American Art: The Long Struggle, Smithmark Publishers, 1er septembre 1996, 131 p. (ISBN 9780765199522, lire en ligne), p. 29-31,
- Dictionnaire Bénézit, Dictionnaire des peintres,sculpteurs, dessinateurs et graveurs, vol. 4, éditions Gründ, janvier 1999, 13440 p. (ISBN 2700030141), p. 863,

#### Articles
- (en-US) Edward H. Dwight, « Robert S. Duncanson », Negro History Bulletin, Vol. 18, No. 3,‎ décembre 1954, p. 53-54 (2 pages) (lire en ligne),
- (en-US) Joseph D. Ketner II, « Robert S. Duncanson (1821-1872): The Late Literary Landscape Paintings », The American Art Journal, Vol. 15, No. 1,‎ hiver 1983, p. 35-47 (13 pages) (lire en ligne),
- (en-US) Allan Pringle, « Robert S. Duncanson in Montreal, 1863-1865 », The American Art Journal, Vol. 17, No. 4,‎ automne 1985, p. 28-50 (23 pages) (lire en ligne),
- (en-US) Margaret Rose Vendryes, « Race Identity/Identifying Race: Robert S. Duncanson and Nineteenth-Century American Painting », Art Institute of Chicago Museum Studies, Vol. 27, No. 1,‎ 2001, p. 82-99+103-104 (20 pages) (lire en ligne),
- (en-US) Wendy J. Katz, « Robert S. Duncanson, Race, and Auguste Comte's Positivism in Cincinnati », American Studies, Vol. 53, No. 1,‎ 2014, p. 79-115 (37 pages) (lire en ligne),
- (en-US) Shana Klein, « Cultivating Fruit and Equality: The Still-Life Paintings of Robert Duncanson », American Art, Vol. 29, No. 2,‎ été 2015, p. 64-85 (22 pages) (lire en ligne),